# Мястечко-Слёнске-Залев
Мястечко-Слёнске-Залев (пол. Miasteczko Śląskie Zalew) — остановочный пункт (платформа пассажирская) Верхнесилезских узкоколейных железных дорог в городе Мястечко-Слёнске, в Силезском воеводстве Польши. Имеет 1 платформу и 1 путь.
Остановочный пункт был основан в 1992 году для перевозки туристов на узкоколейной линии Мястечко-Слёнске-Узкоколейная — Бытом-Узкоколейная.